# Woodham Brothers

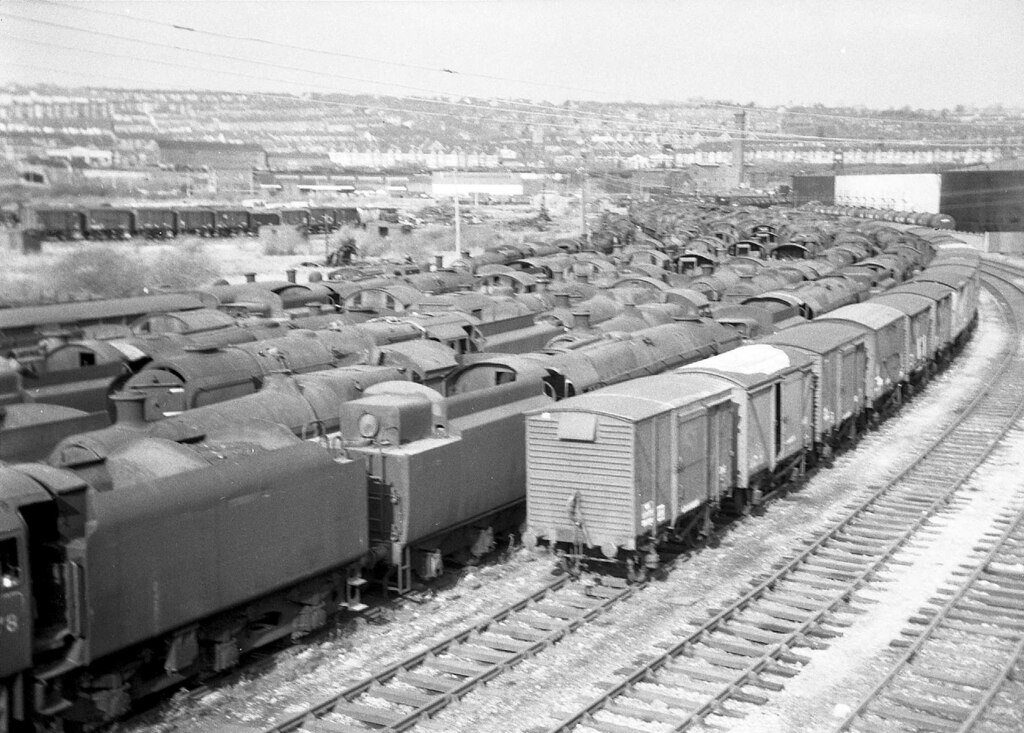
Schrottplatz im Jahre 1968

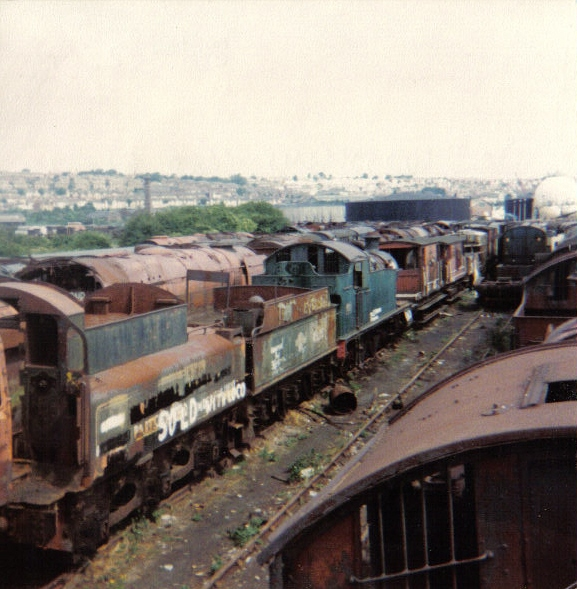
Schrottplatz im Jahr 1982

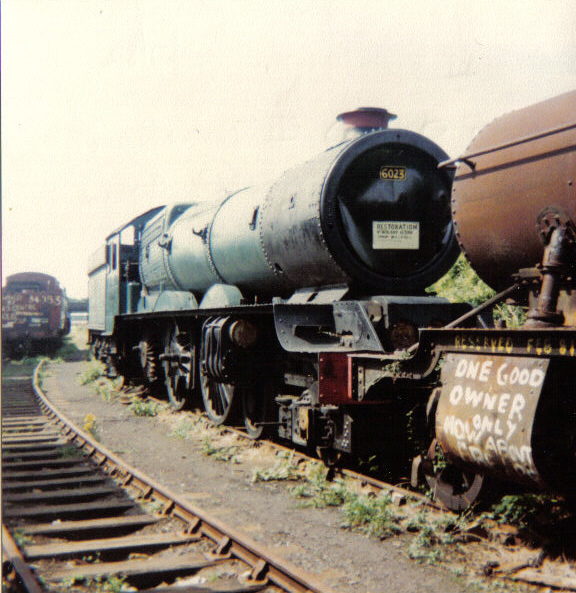
GWR Nr. 6023 King Edward II der King-Klasse auf dem Schrottplatz (1982)

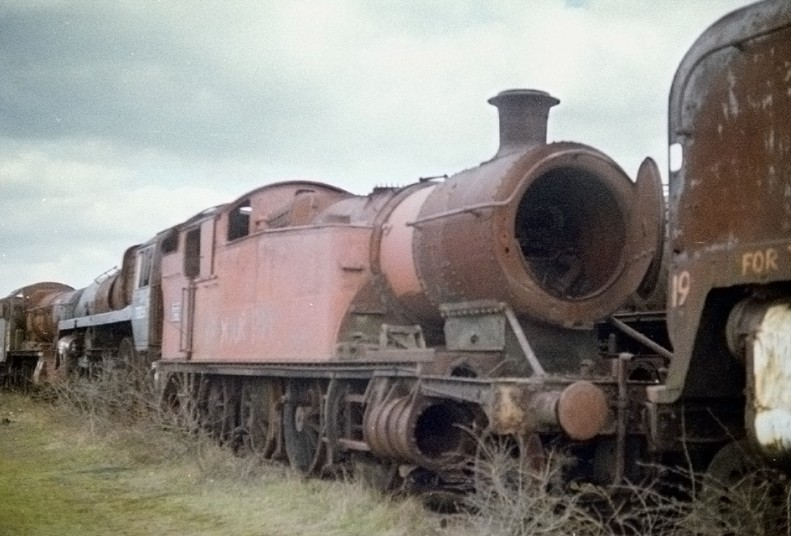
Lokomotive der GWR-Klasse 5600 bei den Woodham Brothers

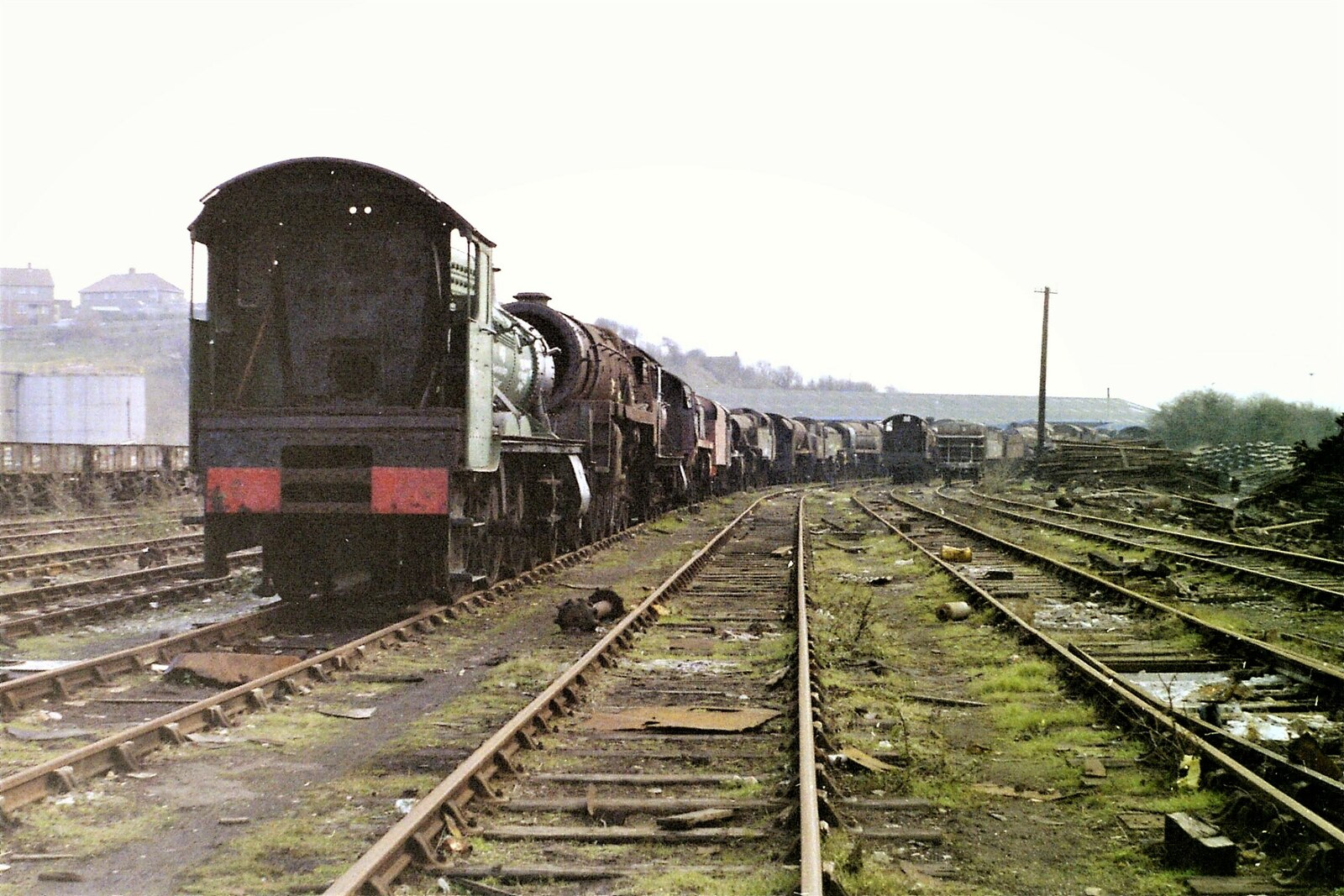
Barry Scrapyard in 1984

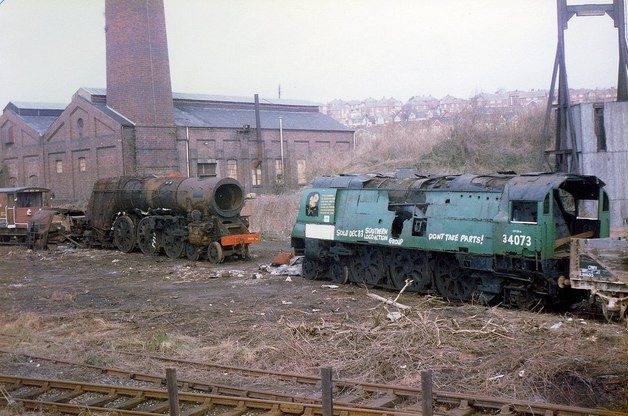
SR Battle-of-Britain-Klasse No.34073 249 Squadron und SR Merchant-Navy-Klasse No.35009 Shaw Savill (1984)

Die Woodham Brothers Ltd. war ein britisches Recyclingunternehmen mit Sitz im Hafen von Barry in Südwales. Das Unternehmen wurde vor allem durch seine unbeabsichtigte Schlüsselrolle bei der Erhaltung zahlreicher Dampflokomotiven bekannt, die ursprünglich zur Verschrottung vorgesehen waren.

## Geschichte
Das Unternehmen wurde 1892 von Albert Woodham unter dem Namen Woodham & Sons gegründet. Er kaufte im Hafen von Barry von den dort liegenden Schiffen Taue, Altholz und Metallschrott. Diese Materialien wurden entweder weiterverkauft oder anderweitig verwertet.
Nach dem Ende des Zweiten Weltkriegs übernahm David Lloyd Victor Woodham, der jüngste Sohn Alberts, die Leitung des Familienunternehmens. Er ist allgemein unter dem Namen Dai Woodham bekannt. Im Jahr 1953 benannte er das Unternehmen in Woodham Brothers um und gliederte es in die vier Geschäftsbereiche Woodham Brothers, Woodham Transport, Woodham Metals und Woodham Marine. In seiner Blütezeit beschäftigte das Unternehmen bis zu 200 Mitarbeiter. Besondere Bekanntheit erlangte Woodham Brothers Ltd als Betreiber des Schrottplatzes Barry Scrapyard, der eine zentrale Rolle beim Erhalt historischer Dampflokomotiven in Großbritannien spielte und dadurch Kultstatus unter Eisenbahnenthusiasten gewann.
Ab den 1970er Jahren bis 1987 ließ David nördlich des Dock 2 des Hafens 23 Nissenhütten verschiedener Größen aufstellen, die an das Kleingewerbe vermietet werden. Nachdem David im Jahr 1990 seinen bevorstehenden Ruhestand ankündigte, erfolgte eine vollständige Räumung des Schrottplatzes. 1994 schied David Woodham offiziell aus dem Unternehmen aus. Woodham Brothers besteht seither als Immobiliengesellschaft weiter und verwaltet unter anderem die vermieteten Gewerbeeinheiten am Hafen von Barry. Das Unternehmen hat seinen Sitz in Cardiff und wird von Nachkommen Davids verwaltet.

## Barry Scrapyard

### Ankauf der Lokomotiven
Im Jahre 1955 begann die British Railways (BR) mit der Umsetzung eines umfassenden Modernisierungsplans. Ziel war es, Dampflokomotiven durch moderne Diesel- und Elektrolokomotiven zu ersetzen. Gleichzeitig sollte die Anzahl der Güterwagen von 1,25 Millionen auf 600.000 reduziert werden.
Zunächst konzentrierte sich BR auf den Ersatz von Rangierlokomotiven und kleineren Maschinen für Nebenstrecken. Doch bereits 1958 drängte die British Transport Commission auf eine Beschleunigung der Modernisierung. Da die eigenen Werkstätten der Bahn mit der Verschrottung der Dampflokomotiven nicht schnell genug vorankamen, wurde ein Teil dieser Aufgabe an externe Unternehmen ausgelagert. Besonders betroffen war die Western Region von British Railways, in der viele der eingesetzten Lokomotiven ursprünglich von den Werkstätten der ehemaligen Great Western Railway (GWR) gebaut worden waren.
Ein Großteil der Verschrottungsarbeiten wurde an die Woodham Brothers vergeben. Diese begannen zunächst mit der Zerlegung von zehn Lokomotiven, stellten jedoch bald fest, dass die Verschrottung von Güterwagen deutlich schneller und wirtschaftlich rentabler war. Daher verlagerte das Unternehmen seinen Fokus auf die Wagen, kaufte jedoch weiterhin Lokomotiven mit der Absicht, sie später zu verschrotten. Die Maschinen wurden jedoch lediglich abgestellt, da die Ressourcen auf die Wagen konzentriert wurden.
Ab 1964 übernahmen die Woodham Brothers auch Lokomotiven und Wagen aus der Southern Region von British Railways, die das Gebiet der ehemaligen Southern Railway (SR) umfasste. Auch hier wurden vor allem die Wagen verschrottet, während die Lokomotiven auf dem Gelände abgestellt blieben.

### Rettung vor der Verschrottung
Eisenbahnbegeisterte erkannten die Chance, Dampflokomotiven vom Schrottplatz zu kaufen, um sie als historische Lokomotiven zu bewahren. 1968 verkauften die Woodham Brothers die erste Lokomotive vom Schrottplatz an Private. Zuvor musste mit BR verhandelt werden, dass die Lokomotive entgegen dem Vertrag zwischen der BR und den Woodham Brothers nicht verschrottet wurde.
Mehr und mehr Eisenbahnfreunde organisierten Spendenaktionen, sammelten Geld und reisten zum Schrottplatz der Woodham Brothers, um so viele Lokomotiven wie möglich vor der Verschrottung zu retten. Die Maschinen wurden zum Schrottpreis zuzüglich Mehrwertsteuer verkauft und von British Railways zu den jeweiligen Käufern transportiert.
Anfangs konzentrierte man sich auf gut erhaltene Lokomotiven, doch mit der Zeit wurden auch stark verrostete und beschädigte Exemplare vor dem Schneidbrenner gerettet. Der Schrottplatz befand sich auf dem Gelände eines ehemaligen Güterbahnhofs, dessen Gleisanlagen in schlechtem Zustand waren. Das häufige Rangieren der schweren Lokomotiven führte zu Entgleisungen und Radschäden, was British Railways schließlich dazu veranlasste, den Transport der verkauften Lokomotiven über das eigene Streckennetz einzustellen.
Von da an durften die Maschinen nur noch per Straßentransport abgeholt werden – ein logistischer Mehraufwand, der die Enthusiasten jedoch nicht davon abhielt, weiterhin Lokomotiven und Ersatzteile von den Woodham Brothers zu erwerben. Ihr Engagement trug maßgeblich dazu bei, dass viele historische Dampflokomotiven bis heute erhalten blieben.

### Barry Steam Locomotive Action Group (BSLAG)
Im Jahr 1979 wurde eine kleine Organisation namens Barry Steam Locomotive Action Group (BSLAG) gegründet. Ihr Ziel war es, potenzielle Käufer beim Erwerb der verbliebenen Dampflokomotiven auf dem Schrottplatz der Woodham Brothers zu unterstützen.
Das zunehmende Interesse an den Lokomotiven brachte jedoch auch Probleme mit sich. Immer mehr Personen verschafften sich unbefugt Zutritt zum Gelände – nicht nur, um die Lokomotiven zu besichtigen, sondern auch, um Fabrikschilder, Nummerntafeln und andere Erinnerungsstücke zu stehlen. Die Situation eskalierte so weit, dass die Woodham Brothers gezwungen waren, Sicherheitskräfte einzustellen, die das Gelände nachts bewachten.
In den 1980er-Jahren waren die meisten Lokomotiven schließlich verkauft und vom Gelände verschwunden. Einige wenige blieben zurück – entweder als Touristenattraktion oder weil ihr Zustand eine Restaurierung unmöglich machte. 1990 folgte die vollständige Räumung des Schrottplatzes.

### Gerettete Lokomotiven
Insgesamt erhielten die Woodham Brothers Verträge zur Verschrottung von 297 Dampflokomotiven. Tatsächlich wurden jedoch nur 84 Lokomotiven verschrottet, während bis 1990 insgesamt 213 Maschinen vor dem Schneidbrenner gerettet werden konnten. Rund 150 dieser Lokomotiven wurden von Eisenbahnenthusiasten betriebsfähig aufgearbeitet und sind heute als historische Fahrzeuge wieder im Einsatz.
Zu den geretteten Lokomotiven zählen unter anderem:
- Großdampflokomotiven der LMS-Klasse 5 „Black Five“
- Großdampflokomotiven der West-Country-Klasse der Southern Railway (SR)
- Lokomotiven der British-Railways-Standardklassen
- Zahlreiche Großdampflokomotiven der Great Western Railway (GWR), darunter:
  - Hall-Klasse
  - King-Klasse
  - Manor-Klasse
- diverse Tenderlokomotiven.

Viele der Lokomotiven bilden heute das Herzstück historischer Eisenbahnprojekte im Vereinigten Königreich. Die Firma Woodham Brothers und insbesondere Dai Woodham wurden später vielfach für ihren Beitrag zur Erhaltung britischer Eisenbahngeschichte gewürdigt.

## Beispiele von erhaltenen Lokomotiven

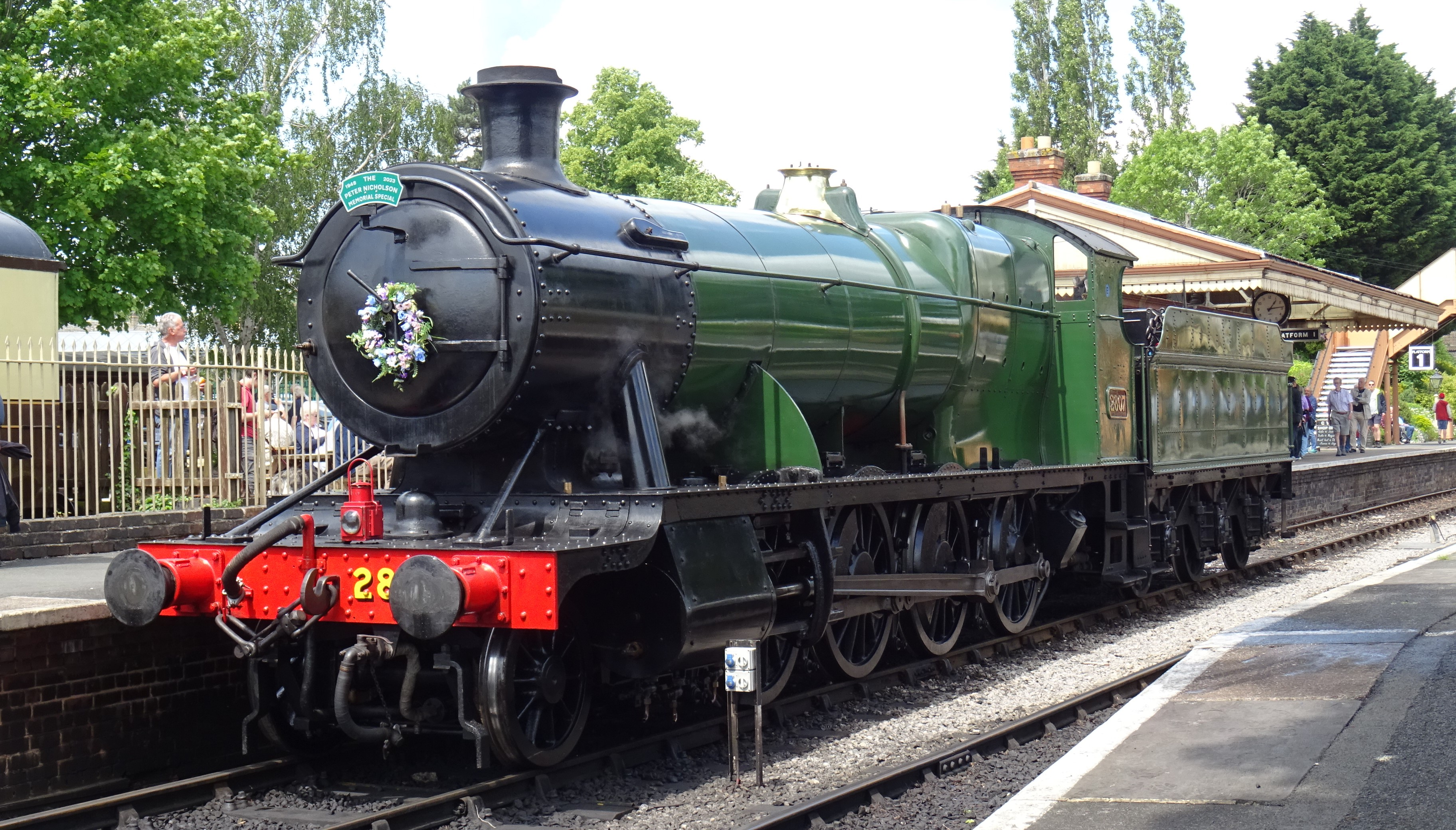
GWR Nr. 2807 der Klasse 2800, die älteste Lokomotive, die vom Schrottplatz verkauft wurde

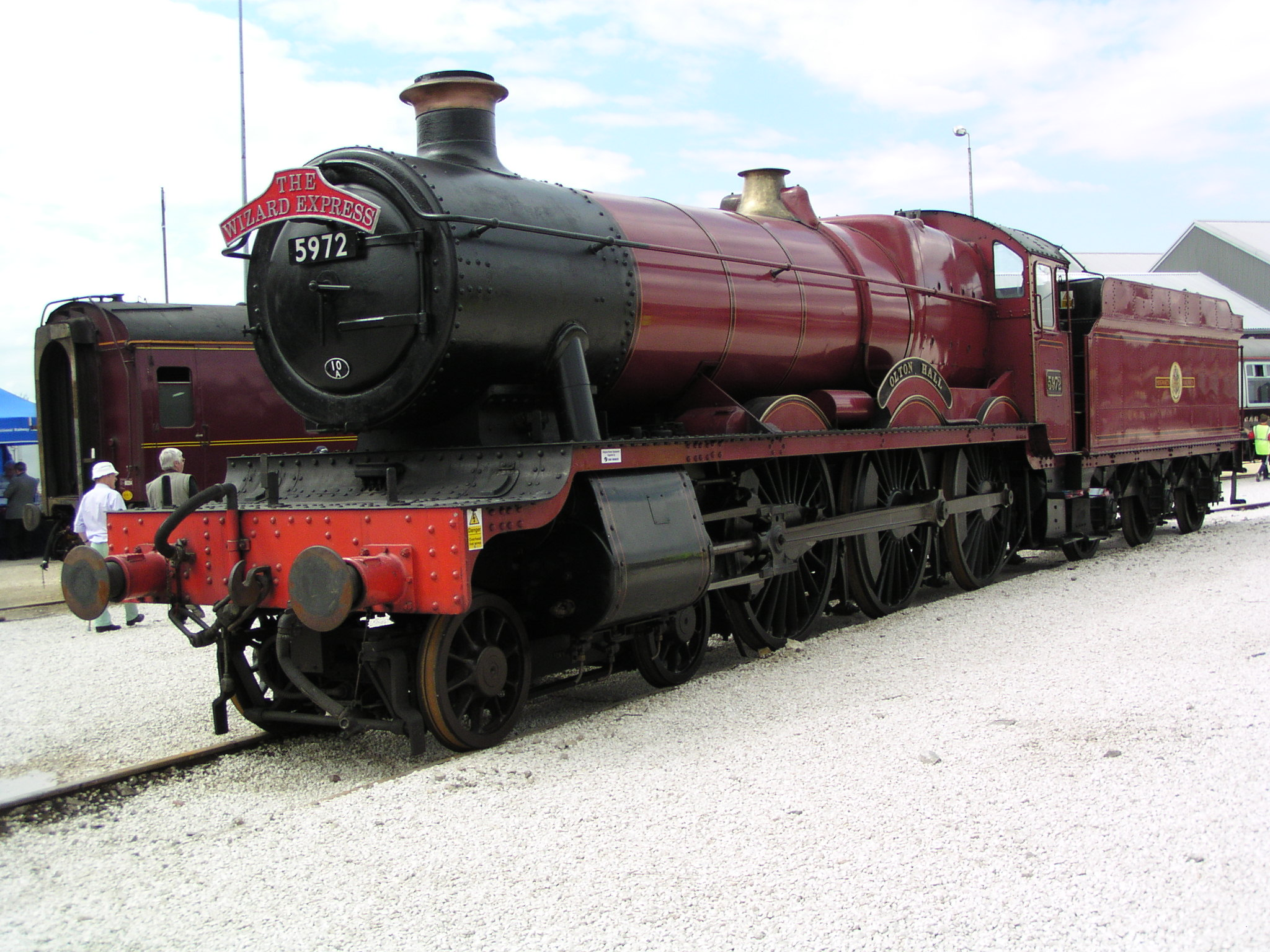
GWR Nr. 5972 Olton Hall der Hall-Klasse, bekannt aus der Harry-Potter-Filmreihe

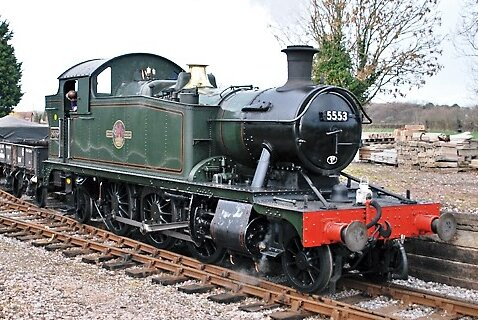
GWR Nr. 5553 der Klasse 4575, die letzte Lokomotive, die vom Schrottplatz verkauft wurde

Zwei vollständige Listen der vom Schrottplatz geretteten Lokomotiven sind in den Weblinks zu finden. Hier einige Beispiele:

### Lokomotiven der Great Western Railway (GWR)
Nr. 2807
Güterzuglokomotive der Klasse 2800 mit Baujahr 1905, die als älteste Lokomotive vom Schrottplatz gerettet wurde. Sie ist bei der Gloucestershire Warwickshire Railway betriebsfähig erhalten.
Nr. 5029 Nunney Castle
Schnellzuglokomotive der Castle-Klasse, die betriebsfähig bei der Locomotive Services Limited erhalten ist und für Sonderfahrten auf dem öffentlichen Streckennetz genutzt wird.
Nr. 5972 Olton Hall
Lokomotive für Reise- und Güterzüge der Hall-Klasse, die als Lokomotive des Hogwarts-Express in der Harry-Potter-Filmreihe berühmt wurde
Nr. 5553
Tenderlokomotive der Klasse 4575, die 1990 als letzte Lokomotive den Schrottplatz verließ und betriebsfähig bei der Peak Rail erhalten ist

### Lokomotiven der London, Midland and Scottish Railway (LMS)

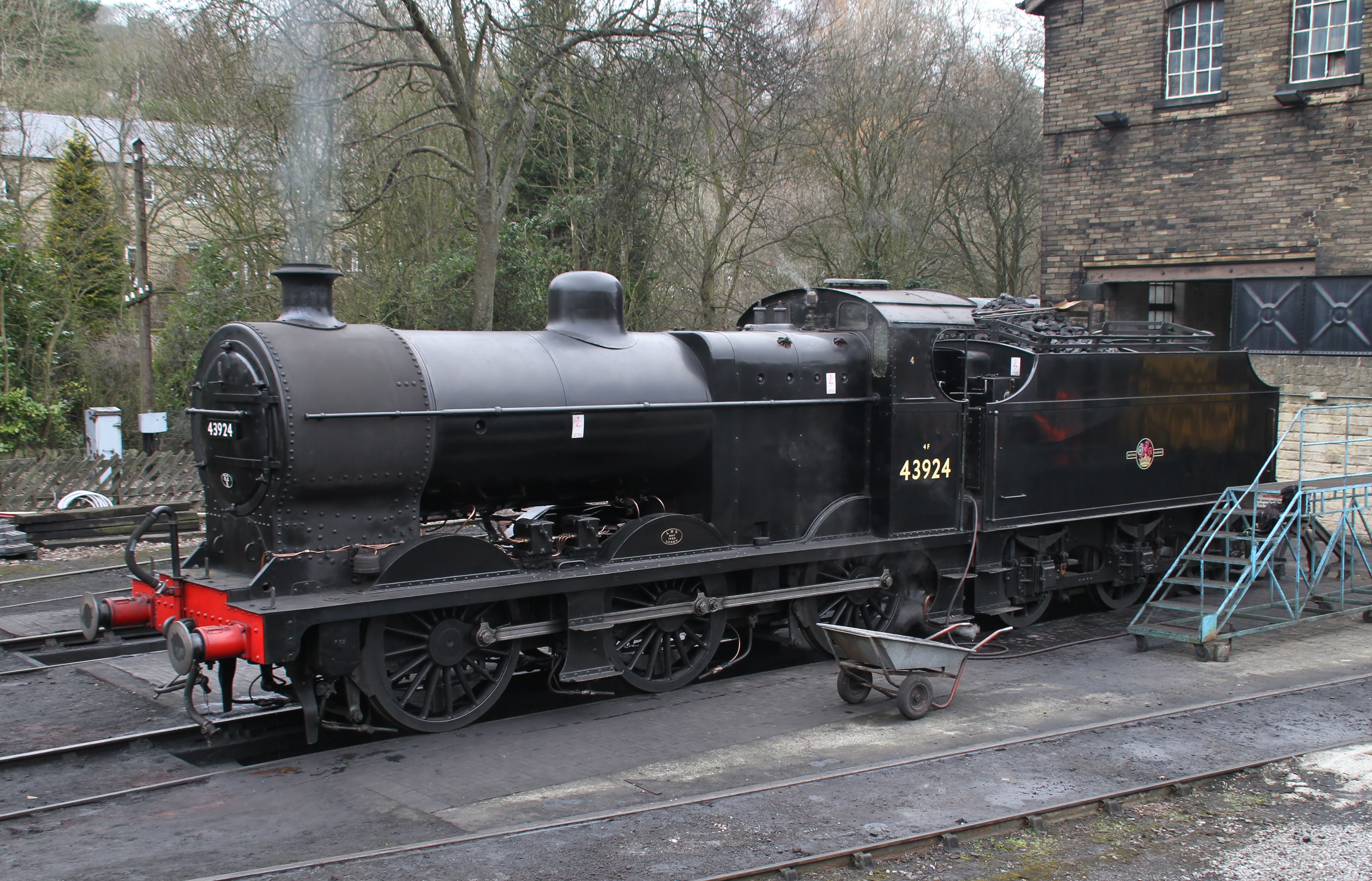
Lokomotive Nr. 43924 der MR-Klasse 3835, erste Lokomotive, die vom Schrottplatz verkauft wurde

Nr. 43924
Lokomotive der MR-Klasse 3835, die 1968 als erste Lokomotive des Schrottplatzes an Eisenbahnenthusiasten zur Erhaltung verkauft wurde
Nr. 47327
Lokomotive der Klasse 3F, erste LMS-Lokomotive, die vom Schrottplatz verkauft wurde

## Übrige Bahnen

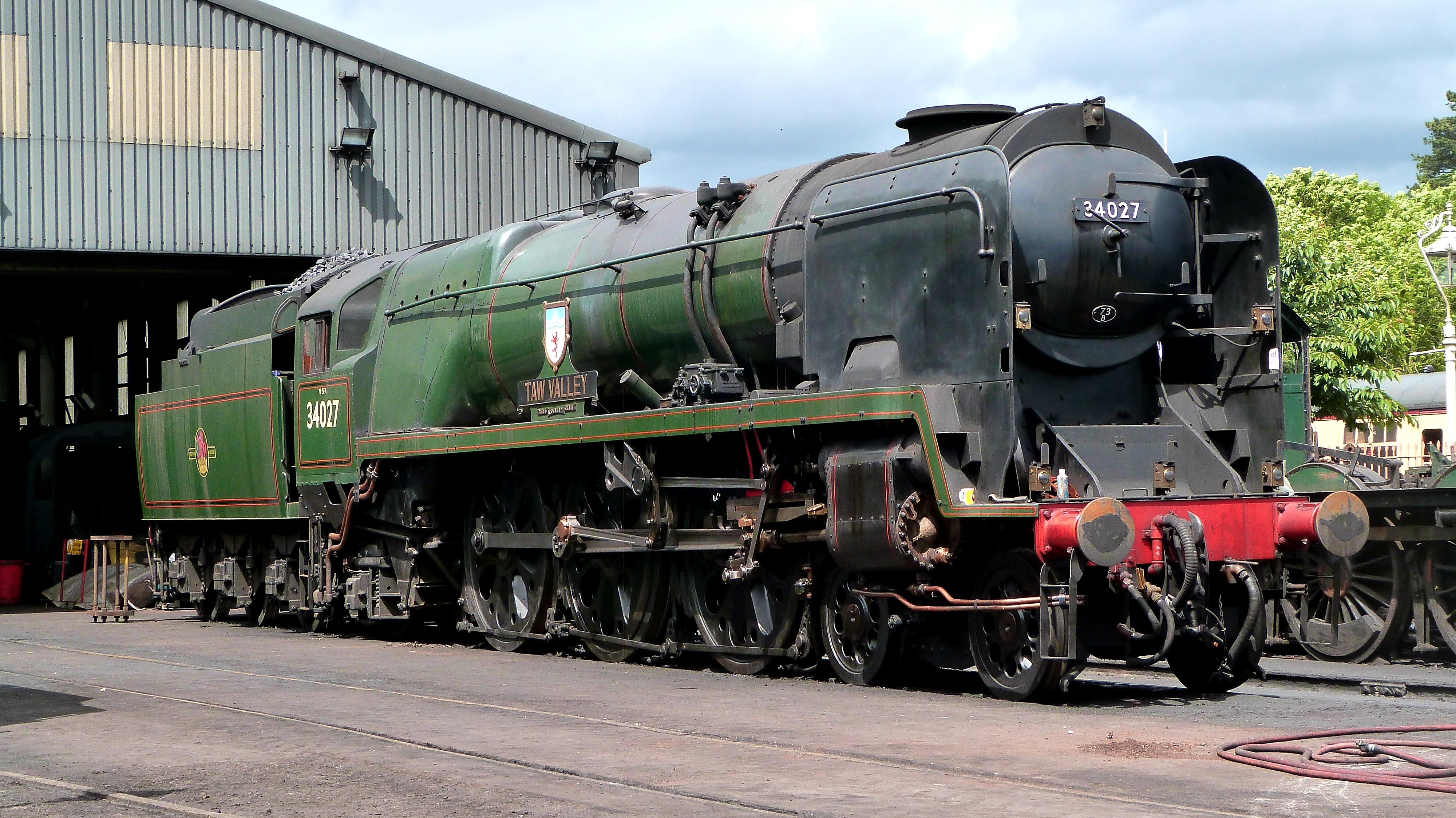
Southern Railway (SR) Nr. 21C127 Taw Valley, eine von 20 erhaltenen Lokomotiven der Klasse

Lokomotiven der Southern Railway (SR)
Nr. 21C127 Taw Valley
Lokomotive der West-Country-Klasse, die betriebsfähig erhalten ist
Lokomotiven der British Railways (BR)
Nr. 71000 Duke of Gloucester
Lokomotive der Standardklasse 8P, einzige Lokomotive der Klasse, die vollständig restauriert wurde